# Вайт-Шилд (Північна Дакота)
Вайт-Шилд (англ. White Shield) — переписна місцевість (CDP) в США, в окрузі Маклейн штату Північна Дакота. Населення — 363 особи (2020).

## Географія
Вайт-Шилд розташований за координатами 47°39′37″ пн. ш. 101°50′37″ зх. д. / 47.66028° пн. ш. 101.84361° зх. д. (47.660158, -101.843561).  За даними Бюро перепису населення США в 2010 році переписна місцевість мала площу 9,83 км², уся площа — суходіл.

## Демографія
Згідно з переписом 2010 року, у переписній місцевості мешкало 336 осіб у 102 домогосподарствах у складі 76 родин. Густота населення становила 34 особи/км².  Було 112 помешкання (11/км²).
Расовий склад населення:
| - 96,7 % — корінних американців - 2,1 % — білих |

До двох чи більше рас належало 0,6 %. Частка іспаномовних становила 5,4 % від усіх жителів.
За віковим діапазоном населення розподілялося таким чином: 36,3 % — особи молодші 18 років, 57,2 % — особи у віці 18—64 років, 6,5 % — особи у віці 65 років та старші. Медіана віку мешканця становила 28,8 року. На 100 осіб жіночої статі у переписній місцевості припадало 102,4 чоловіків;  на 100 жінок у віці від 18 років та старших — 96,3 чоловіків також старших 18 років.
Середній дохід на одне домашнє господарство  становив 42 534 долари США (медіана — 41 250), а середній дохід на одну сім'ю — 58 542 долари (медіана — 51 250). За межею бідності перебувало 32,2 % осіб, у тому числі 45,8 % дітей у віці до 18 років та 14,8 % осіб у віці 65 років та старших.
Цивільне працевлаштоване населення становило 154 особи. Основні галузі зайнятості: освіта, охорона здоров'я та соціальна допомога — 35,1 %, мистецтво, розваги та відпочинок — 14,3 %, роздрібна торгівля — 13,0 %.